# Mieczysław Widaj
Mieczysław Józef Widaj (ur. 12 września 1912 w Mościskach, zm. 11 stycznia 2008 w Warszawie) – pułkownik Ludowego Wojska Polskiego, zastępca przewodniczącego Najwyższego Sądu Wojskowego, w latach 1945–1953 odpowiedzialny za skazanie na śmierć ponad 100 żołnierzy podziemia niepodległościowego, zbrodniarz komunistyczny.

## Życiorys
W 1934 ukończył prawo na Wydziale Prawa Uniwersytetu Jana Kazimierza we Lwowie, po czym odbył obowiązkową jednoroczną służbę wojskową w Wołyńskiej Szkole Podchorążych Rezerwy Artylerii im. Marcina Kątskiego we Włodzimierzu Wołyńskim. Na stopień podporucznika został mianowany ze starszeństwem z 1 stycznia 1937 i 241. lokatą w korpusie oficerów rezerwy artylerii. Do 1939 odbył praktykę w sądzie grodzkim w Mościskach i sądzie okręgowym w Przemyślu.
W czasie kampanii wrześniowej dowodził plutonem w 60 dywizjonie artylerii ciężkiej. Do 1945 był oficerem Armii Krajowej Okręgu Lwowskiego.
15 marca 1945 został zmobilizowany do Ludowego Wojska Polskiego. W maju tego roku został sędzią Wojskowego Sądu Garnizonowego w Warszawie, później mianowany sędzią Wojskowego Sądu Rejonowego w Łodzi. W 1948 został członkiem Polskiej Partii Robotniczej, a następnie Polskiej Zjednoczonej Partii Robotniczej. W 1949 został awansowany na zastępcę przewodniczącego Wojskowego Sądu Rejonowego w Warszawie. Od 1952 był przewodniczącym tego sądu. W okresie od sierpnia 1954 do grudnia 1956 był zastępcą przewodniczącego Najwyższego Sądu Wojskowego w Warszawie. W 1955 otrzymał awans na stopień pułkownika. 18 grudnia 1956 został przeniesiony do rezerwy.
W latach 1945–1953 skazał na karę śmierci ponad 100 żołnierzy polskiego podziemia niepodległościowego, w tym:
- 7 kwietnia 1950 roku asa polskiego lotnictwa Stanisława Skalskiego – w więzieniu mokotowskim, w tzw. procesie kiblowym,
- 31 maja 1950 roku por. Zygmunta Szymanowskiego,
- 3 lipca 1950 roku por. Stefana Bronarskiego ps. „Roman” i pięciu innych członków sztabu 11 Grupy Operacyjnej XXIII Okręgu Narodowego Zjednoczenia Wojskowego[3]
- 2 listopada 1950 roku Zygmunta Szendzielarza ps. „Łupaszka” i jego podkomendnych,
- 21 grudnia 1950 Tadeusza Cieślę,
- w lutym 1951 roku na wniosek Heleny Wolińskiej zatrzymał w więzieniu Augusta Emila Fieldorfa ps. „Nil”,
- 25 kwietnia 1952 roku ława sędziowska WSR pod jego przewodnictwem skazała na karę śmierci członków Stronnictwa Narodowego Mieczysława Gągorowskiego, Adama Mireckiego oraz Władysława Lisieckiego,
- w dniach 14–21 września 1953 roku przewodniczył składowi sędziowskiemu WSR w Warszawie, który skazał biskupa kieleckiego Czesława Kaczmarka w sfingowanym procesie pokazowym, tzw. procesie biskupa Kaczmarka,
- 30 kwietnia 1953 roku skazał pod zarzutem szpiegostwa na karę śmierci, utratę praw publicznych i utratę mienia kawalera Orderu Virtuti Militari mjr. Andrzeja Rudolfa Czaykowskiego[4][5],
- 16 listopada 1953 roku skazał na karę dożywotniego więzienia ppłk. Jana Mazurkiewicza ps. „Radosław”.

Po zwolnieniu ze służby zaczął pracę w roli radcy prawnego, którą wykonywał do emerytury. Od 1958 do 1964 pracował w Centralnym Laboratorium Chemicznym. Od 1958 równocześnie był zatrudniony w Centralnym Zarządzie Konsumów Ministerstwa Handlu Wewnętrznego, a od 1964 w Komendzie Garnizonu m.st. Warszawy.
Mieczysław Widaj miał zostać pochowany na starym cmentarzu na Służewie w Warszawie koło kościoła św. Katarzyny, oraz na należącym do tej samej parafii pobliskim nowym cmentarzu na Służewie przy ulicy Wałbrzyskiej, na którym bezimiennie zostało pochowanych 2 tysiące osób, głównie żołnierzy podziemia, zamordowanych przez UB w latach 1945–1955. Przeciwko pochowaniu sędziego na tym cmentarzu, zaprotestowały rodziny ofiar i kilku polityków PiS, w tym wicemarszałek Senatu – Zbigniew Romaszewski. Żona M. Widaja wycofała się z pomysłu pogrzebania męża na służewskim cmentarzu. Został pochowany na cmentarzu w Grabowie. Po aktach profanacji grobu bez pomnika, prawdopodobnie w 2009, szczątki zostały ekshumowane i przeniesione na cmentarz w okolicach Grodziska Mazowieckiego.